# Прокопович Петро Петрович
Петро Петрович Прокопович (рід. 3 листопада 1942, село Козли або Рівне Пружанського району Брестської області) — білоруський державний діяч, голова правління Національного банку Республіки Білорусь в 1998—2011 роках.
З 1960 по 1972 р працював будівельником в Росії та Казахстані. З 1972 по 1976 р керував Кобринською міжколгоспною будівельною організацією. З 1976 по 1996 р очолював «Брестоблсельстрой».
Наступні три роки був заступником глави Адміністрації президента і першим заступником прем'єр-міністра. З 1998 по 2011 р був керівником Національного банку. У 2012—2013 рр. працював помічником президента.

## Біографія
- 1959 — закінчив Томашівську середню школу.
- 1960—1961 — муляр Должанського шахтобудівельного управління Луганської області .
- 1966 — закінчив Дніпропетровський інженерно-будівельний інститут .
- 1966—1972 — майстер-будівельник, виконроб, головний інженер, начальник будівельного управління № 3 тресту «Целіноградпромстрой» (Казахстан).
- 1972—1976 — заступник голови, голова правління Кобринської міжколгоспної будівельної організації.
- 1976—1996 — головний інженер Брестського облмежколхозстроя, генеральний директор Брестського облсельстроя, ПО «Брестоблсельстрой».
- 1990—1995 — Депутат Верховної Ради Білорусі .
- Рік випуску 1996 — заступник керівника Адміністрації Президента Республіки Білорусь, перший заступник прем'єр-міністра Республіки Білорусь .
- з березня 1998 — голова правління Національного банку Республіки Білорусь.
- 13 квітня 2011 стало відомо, що Прокоповичу була зроблена складна операція на серці.
- У червні 2011 року був відправлений у відставку «за станом здоров'я».
- 18 липня 2011 року був офіційно відправлений на пенсію[3] .
- 17 серпня 2012 року призначений помічником президента Білорусі[4] .
- 18 січня 2013 року звільнений з посади помічника президента Білорусі і призначений заступником голови уряду Республіки Білорусь[5] .
- 27 грудня 2014 року звільнений з посади заступника голови уряду Республіки Білорусь[6], 3 квітня 2015 року обраний головою наглядової ради БПС-Ощадбанку[7] .

## Девальвація білоруського рубля 2011 року
На початку 2011 року глава Нацбанку Прокопович неодноразово заявляв про те, що девальвація в Білорусі не планується, курс білоруського рубля по відношенню до корзини валют втримається у восьмипроцентному коридорі, а показники, затверджені в Основних напрямах грошово-кредитної політики Білорусі, не будуть порушуватися.
23 травня 2011 року Нацбанк девальвував білоруський рубль на 56 %.

## Нагороди
- Герой Білорусі (2006)
- Орден Вітчизни III ступеня
- Орден Трудового Червоного Прапора
- Орден «Знак Пошани»
- Заслужений будівельник Української РСР